# Seznam bitev třicetileté války
Seznam důležitějších bitev během třicetileté války, řazeno chronologicky

## Česko-falcká válka(1618–1623)
- Bitva u Čáslavi (14. září 1618 – 19. září 1618) – Menší bojový střet stavovského vojska vedeného Jindřichem Matyášem Thurnem a císařského vojska pod velením Karla Bonaventury Buquoye, který vyústil v Buqoyův ústup do jižních Čech.
- Obléhání Plzně (19. září 1618 – 21. listopad 1618) – První záznamůhodná bitva třicetileté války. Generál dělostřelectva ve službách českých stavů, Petr Arnošt Mansfeld, dobyl dobře opevněnou Plzeň. Už zde se objevil problém s podceňováním dělostřelectva od českých stavů, ale ani katolíci v Plzni na tom nebyli nejlépe co se týče vybavení.
- Bitva u Pelhřimova (18. října 1618) – Porážka oddílu císařského velitele Jindřicha Duvala Dampierra jednotkami českých stavů poblíž císařského ležení.
- Bitva u Lomnice Nepřesvědčivé vítězství stavovského vojska vedeného Thurnem nad císařským vojskem vedeným Buquoyem.
- Bitva u Záblatí (10. červen 1619) – Krátká bitva a první úspěch císařské armády v Čechách. Buquoy porazil Mansfelda.
- Bitva u Dolních Věstonic (6. srpen 1619) – Krátká bitva ve které byl císařský velitel Jindřich Duval Dampierre poražen při průniku na Moravu.
- Bitva u Starého Smolivce (6. říjen 1620) – Menší střet mezi vojskem českých stavů pod velením Kristiána I. z Anhaltu a zadními voji Buqoyovy armády.
- Bitva u Rakovníka (27. října 1620 – 6. listopadu 1620) – Poslední velká bitva před Bílou horou, kde se střetlo císařsko-ligistické vojsko se stavovským.
- Bitva na Bílé hoře (8. listopad 1620) – Rozhodující bitva v českém tažení. Celé císařsko-ligistické vojsko se postavilo proti českému. Stavovské vojsko utrpělo porážku.
- Bitva u Rozvadova (16. červenec 1621) – Úspěšné odražení výpadu vojska generála Tillyho armádou Arnošta Mansfela na česko-bavorské hranici.
- Bitva u Nového Jičína (25. červenec 1621) – Slezské stavovské vojsko vedené Janem Jiřím Krnovským porazilo městskou ligistickou posádku složenou především z neapolských žoldnéřů.
- Bitva u Wieslochu (27. duben 1622) – Bitva, ve které vyhrála protestantská vojska pod vedením Arnošta a Jiřího Fridricha Bádensko-Durlašského proti ligistům pod Tillym.
- Bitva u Wimpfenu (6. květen 1622) – Poražený Tilly se spojil se španělskou armádou a porazil Mansfelda a markraběte bádenského.
- Bitva u Höchstu (22. červen 1622) – Španělsko-ligističtí spojenci překvapili Kristiána Brunšvického, který se snažil spojit s Mansfeldem, a porazili ho.
- Bitva u Fleurus (29. srpen 1622) – Španělé i v této bitvě vyhráli nad spojenými oddíly Mansfelda a Kristiána Brunšvického.
- Bitva u Stadtlohnu (6. srpen 1623) – Ligistický generál Tilly se střetl s osamoceným vévodou brunšvickým a na hlavu ho porazil.

## Dánsko-dolnosaská válka (1625–1629)
- Bitva u Desavy
- Bitva u Lutteru
- Bitva u Wolgastu
- Bitva u Frankfurtu

## Švédská válka (1630–1635)
- Magdeburská svatba
- Bitva u Werbenu
- První bitva u Breitenfeldu
- Bitva u Rainu
- Bitva u Fürthu
- Bitva u Altdorfu
- Bitva u Lützenu
- Bitva u Oldendorfu
- První bitva u Nördlingenu

## Švédsko-francouzská válka (1635–1648)
- Bitva u Saské Kamenice
- Bitva u Lobkovic
- Bitva v Komáří dolince
- Bitva u Wittstocku
- Bitva u Stříbra
- Bitva u Přísečnice
- Druhá bitva u Breitenfeldu
- Bitva u Rocroi
- Bitva u Tuttlingenu
- Bitva u Freiburgu
- Bitva u Jüterbogu
- Bitva u Jankova
- Obléhání Brna (1643)
- Obléhání Olomouce (1643–1645)
- Obléhání Brna (1645)
- Bitva u Dvora Králové (1646)
- Bitva u Třebele
- Bitva u Mergentheimu
- Druhá bitva u Nördlingenu
- Bitva u Zusmarshausenu
- Bitva u Lens
- Švédské obléhání Prahy

## Valašské povstání (1621–1644)
- Bitva u Vsetína (26. leden 1644) – střet, jež znamenal faktický konec Valašského povstání